# Diocesi di Segorbe-Castellón de la Plana

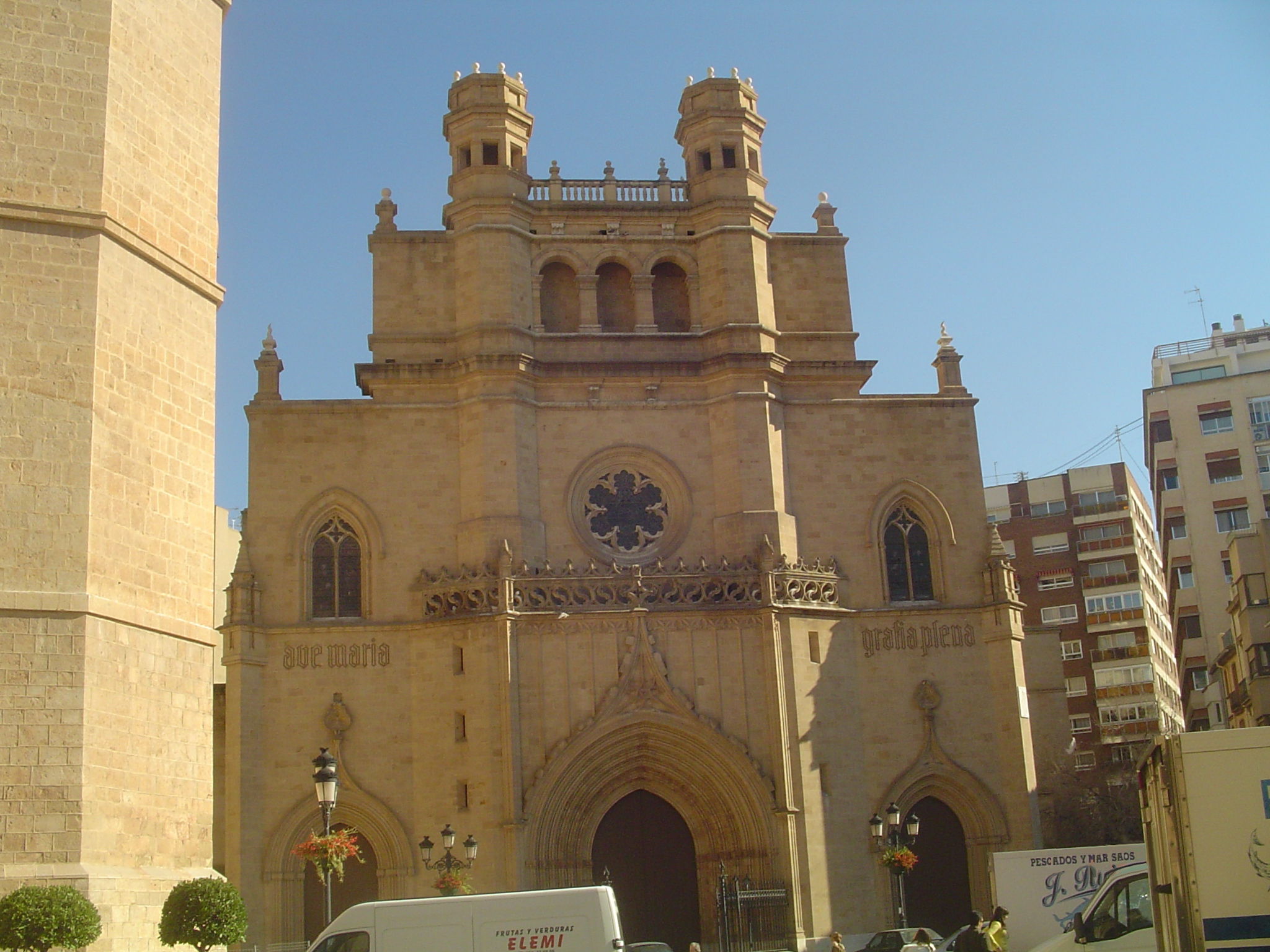
La concattedrale di Santa Maria a Castellón de la Plana.

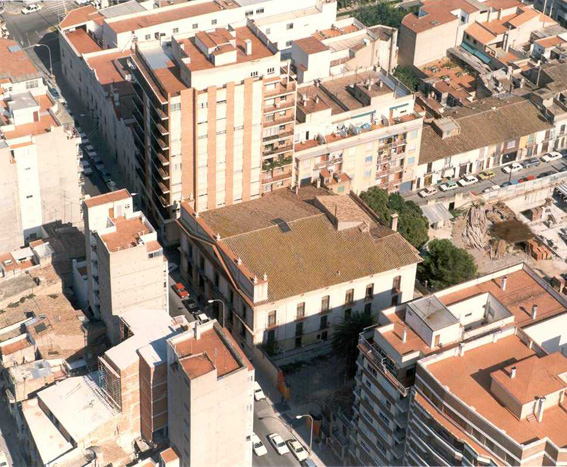
Vista aerea del palazzo vescovile di Castellón de la Plana.

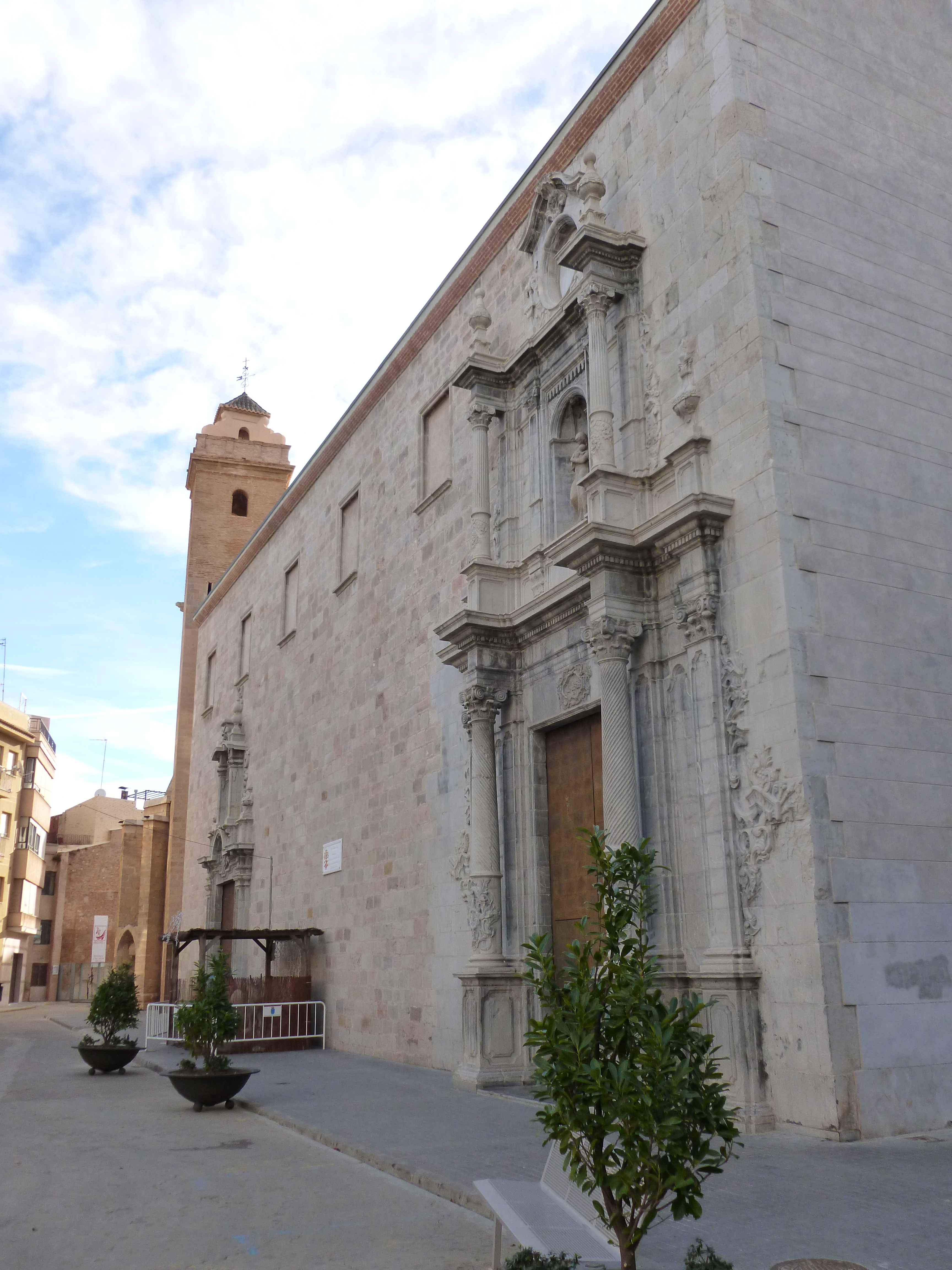
La basilica El Salvador di Burriana.

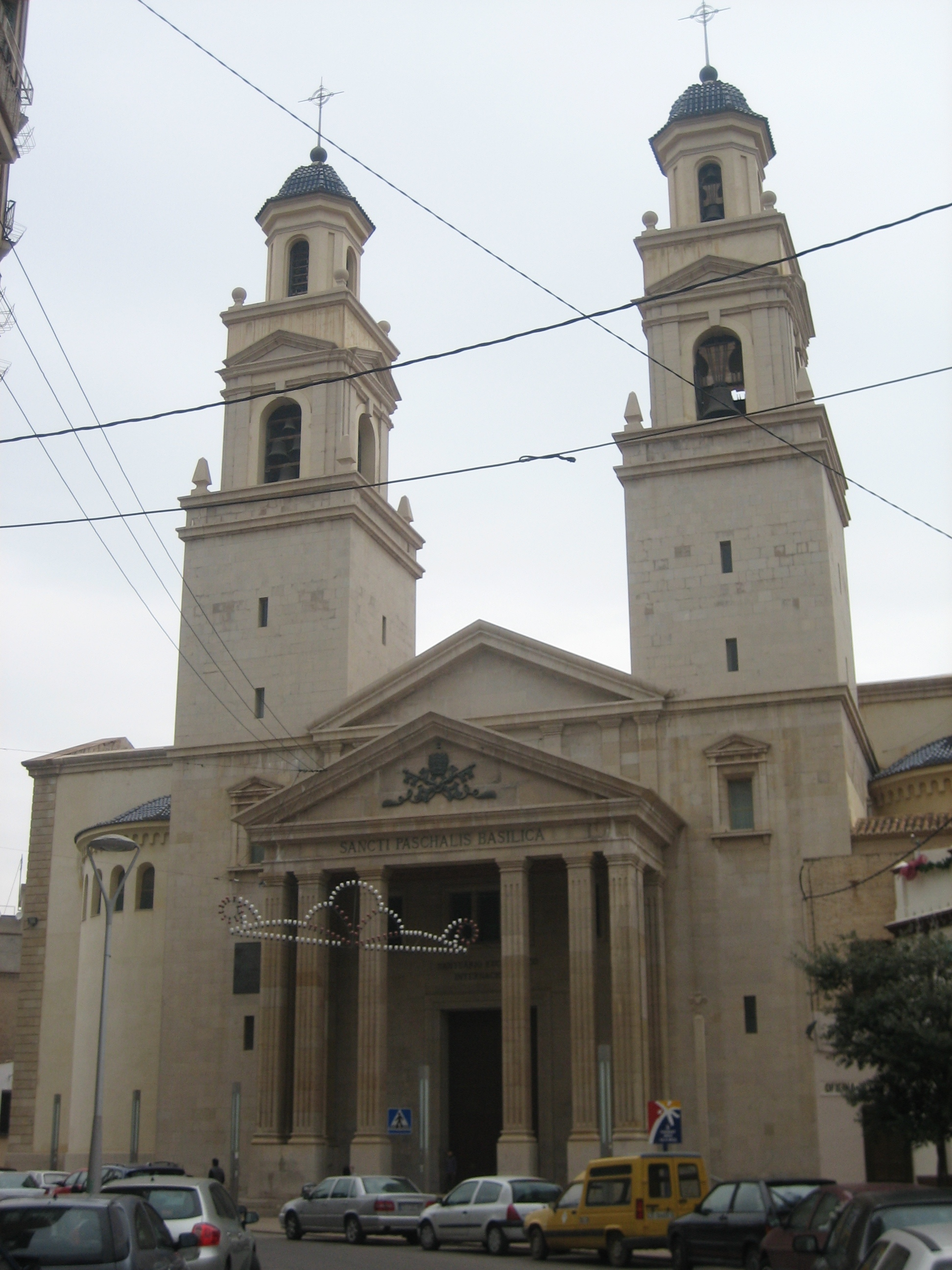
La basilica di San Pasquale Baylón a Vila-real.

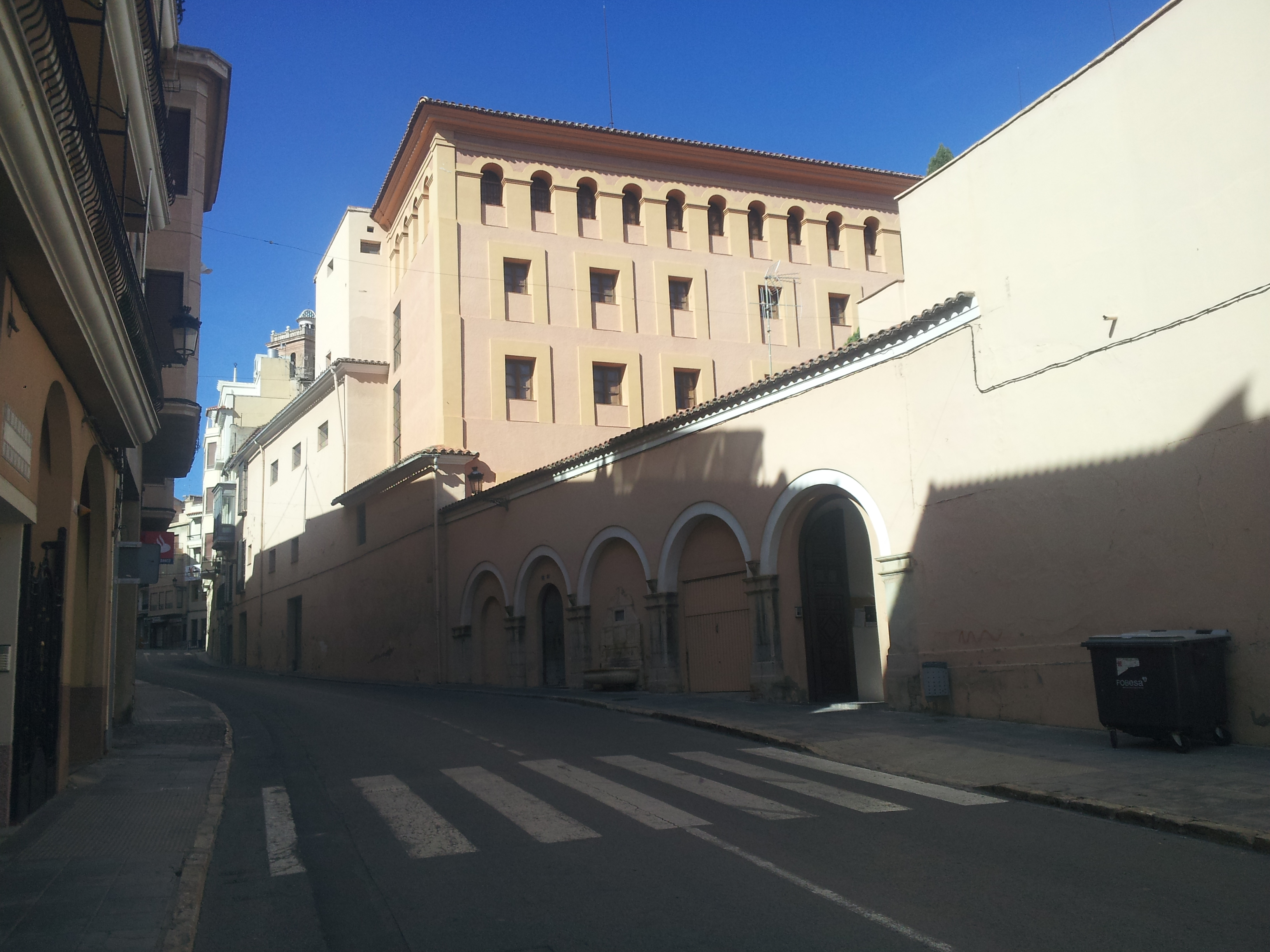
Il seminario diocesano di Segorbe.

La diocesi di Segorbe-Castellón de la Plana (in latino Dioecesis Segobricensis-Castellionensis) è una sede della Chiesa cattolica in Spagna suffraganea dell'arcidiocesi di Valencia. Nel 2022 contava 428.707 battezzati su 498.497 abitanti. È retta dal vescovo Casimiro López Llorente.

## Territorio
La diocesi comprende per intero la provincia di Castellón e il comune di Gátova nella provincia di Valencia.
Sede vescovile è la città di Segorbe, dove si trova la cattedrale dell'Assunzione di Maria Vergine. A Castellón de la Plana sorge la concattedrale di Santa Maria. Nel territorio diocesano sorgono altre tre basiliche minori: la basilica del Salvatore a Burriana, la basilica di San Pasquale Baylón a Vila-real, e la basilica di Santa Maria di Lledó a Castellón de la Plana.
Il territorio si estende su una superficie di 4.350 km² ed è suddiviso in 146 parrocchie, raggruppate in 14 arcipresbiterati, a loro volta raggruppati in 4 vicariati.

## Storia
La diocesi di Segorbe fu eretta nel VI secolo. Benché alcuni storici abbiano avanzato ipotesi secondo le quali la fondazione della diocesi rimonterebbe a secoli precedenti, non vi sono riscontri documentali prima del 589, anno il cui il vescovo Próculo prese parte al terzo concilio di Toledo.
All'inizio dell'VIII secolo Segorbe subì l'invasione musulmana, che comportò l'abbandono della sede e l'interruzione della successione episcopale, che riprenderà solo nell'ultimo quarto del XII secolo.
Nell'anno 1200 fu consacrata come cattedrale la chiesa del Santissimo Salvatore di Albarracín. Negli anni quaranta del XIII secolo, dopo la riconquista della città di Valencia (1238) iniziarono le controversie in merito ai confini diocesani. In questo periodo i vescovi acquisirono importanza e diritti. Nel 1247 il vescovo s'impossessò di Segorbe e vi eresse una nuova cattedrale. Nel 1259 la Santa Sede sancì l'unione delle due diocesi sotto il nome di diocesi di Segorbe-Albarracín, unite definitivamente nei primi anni sessanta dello stesso secolo con la bolla Petitio Vestra di papa Alessandro IV.
Nel XIII secolo l'elezione del vescovo era di competenza del capitolo, anche se il diritto era contrastato dal potere regio. Miguel Sánchez non poté prendere possesso della cattedra vescovile a cui era stato legittimamente eletto, perché il re d'Aragona appoggiava un altro candidato.
Nel XIV secolo ci furono altri contrasti con gli ordini militari di Montesa e di Calatrava per le decime di alcuni luoghi, di cui la diocesi aveva necessità anche per finanziare la fabbrica delle due cattedrali, che continuava dal secolo precedente e si protrarrà fino al primo quarto del XVI secolo. Elías de Perigueux, nel 1347 fu il primo vescovo eletto dal papa.
Il 21 luglio 1577 la diocesi si divise, in forza della bolla Regimini universalis di papa Gregorio XIII, dando origine alla diocesi di Albarracín e alla presente diocesi di Segorbe.
All'inizio del XVII secolo il vescovo Pedro Ginés de Casanova riorganizzò le parrocchie della diocesi e pose mano a nuove fondazioni religiose. Negli anni settanta dello stesso secolo fu istituito il seminario diocesano.
Notevole fu poi il lungo episcopato di Lorenzo Gómez de Ahedo (1784-1809) che consolidò il seminario, trasferì l'ospedale e il cimitero a nuove sedi e si impegnò a favore della biblioteca del seminario e dell'archivio diocesano. Appassionato di agraria e botanica, diede impulso a nuove coltivazioni. Ricostruì la cattedrale in forme neoclassiche.
Interessante fu anche la figura del domenicano Domingo Canubio Alberto, vescovo a metà del XIX secolo, professore di filosofia e teologia, che diede incremento al culto della Vergine e dei santi. Predicò personalmente il dogma dell'Immacolata Concezione nel 1854, primo in Spagna. Durante un'epidemia di colera soccorse personalmente gli ammalati.
Il suo successore Joaquín Hernández y Herrero riorganizzò la diocesi in parrocchie e arcipresbiterati.
Il XIX secolo si concluse con il memorabile episcopato di Francisco de Asís Aguilar y Serrat, fondatore di numerose opere sociali, come la Cassa di risparmio, scrittore e giornalista, fondatore del bollettino diocesano. Prese parte contro l'anticlericalismo del suo tempo e difese il diritto della Chiesa di intervenire in politica.
Il vescovo Miguel Serra Sucarrats fu incarcerato all'inizio della guerra civile nel 1936 e martirizzato il 9 agosto dello stesso anno. La ricostruzione della diocesi, che restò vacante fino al 1944 fu affidata a Ramón Sanahuja y Marcé.
Il 6 giugno 1957 si ampliò con l'acquisizione della parrocchia di Gátova e di tutte le altre parrocchie dell'arcidiocesi di Valencia che si trovavano nella provincia di Castellón.
Il 31 maggio 1960 per effetto della bolla Illas in Ecclesia di papa Giovanni XXIII la chiesa di Santa Maria di Castellón de la Plana è stata elevata a concattedrale e la diocesi ha assunto il presente nome di diocesi di Segorbe-Castellón de la Plana.
Lo stesso giorno, in forza del decreto Quum sollemnibus Conventionibus della Congregazione Concistoriale, per far coincidere i confini ecclesiastici con quelli delle province civili, come stabilito dal concordato del 1953, la diocesi ha ceduto all'arcidiocesi di Valencia le parrocchie entro i confini della provincia di Valencia, e contestualmente ha acquisito tutte le parrocchie della diocesi di Tortosa appartenenti alla provincia di Castellón.
Il 12 maggio 1961, con la lettera apostolica Valde expedit, lo stesso papa Giovanni XXIII ha proclamato la Beata Maria Vergine de Antro Sancto (in spagnolo: la Virgen de la Cueva Santa) e San Pasquale Baylón patroni principali della diocesi.

## Cronotassi dei vescovi
Si omettono i periodi di sede vacante non superiori ai 2 anni o non storicamente accertati.
- Próculo † (menzionato nel 589)
- Nigrino †
- Sefronio † (? - 600 deceduto)
- Porcario † (menzionato nel 610)
- Antonio † (prima del 633 - dopo il 638)
- Floridio † (menzionato nel 653)
- Eusicio † (prima del 655 - dopo il 656)
- Memorio † (prima del 675 - dopo il 681)
- Olipa † (prima del 683 - dopo il 684)
- Anterio † (prima del 688 - dopo il 693)
  - Sede soppressa
  - Fernando, O.S.Iacobi † (1173) (vescovo eletto)
- Martín † (1173 - 1210)
- Gil † (1210 - 1212)
- Hispano † (1213 - 11 dicembre 1215 deceduto)
- Juan Egidio † (1215 - 1223)
- Domingo, O.Cist. † (1223 - 1234 deceduto)
- Guillermo † (1235 - 1237)
- Ximeno, O.Cist. † (1237 - ?)
- Pedro García, Gil, Ginés † (1246 - 1259)
- Martín Álvarez † (1260 - 1264)
- Pedro Garcés, O.Cist. † (1265 - 1272 deceduto)
- Pedro Jiménez de Segura † (26 febbraio 1272 - 31 ottobre 1277 deceduto)
- Miguel Sánchez † (1278 - 1288 deceduto)
- Aparicio † (1288 - 1301 deceduto)
- Antonio Muñoz † (1302 - 1º settembre 1318 deceduto)
- Sancho d'Ull, O.Carm. † (1319 - 1356 deceduto)
- Elías de Perigueux † (5 dicembre 1356 - 1362 deceduto)
- Juan de Barcelona † (26 agosto 1362 - 3 marzo 1369 nominato vescovo di Huesca)
- Iñigo de Vallterra † (3 marzo 1369 - 28 maggio 1380 nominato arcivescovo di Tarragona)
- Francesco Rafardi, O.F.M. † (28 maggio 1380 - ?)
- Diego de Heredia † (23 dicembre 1384 - 4 giugno 1400 nominato vescovo di Vic)
- Francesc Riquer o Regner, O.F.M. † (1400 - 1409 deceduto)
- Juan de Tahuste, O.F.M. † (5 maggio 1410 - 1427 deceduto)
- Francisco Aguilón † (14 aprile 1428 - 1437 deceduto)
  - Gilberto Pardo de la Casta † (16 ottobre 1437 - 1454 ? deceduto)
  - Jaime Gilard † (10 novembre 1438 - 2 luglio 1445 nominato vescovo di Barcellona)
- Luis Juan de Milá † (29 gennaio 1453 - 7 ottobre 1459 nominato vescovo di Lérida)
- Francisco Ferrer † (24 settembre 1459 - 27 dicembre 1460 nominato arcivescovo di Cagliari)
- Pedro Baldó, O.Cist. † (9 aprile 1461 - 3 luglio 1473 deceduto)
- Bartolomé Martí † (27 settembre 1473 - 21 novembre 1498 dimesso)
- Juan Marradas † (21 novembre 1498 - 1º novembre 1499 deceduto)
- Bartolomé Martí † (1º novembre 1499 - 25 marzo 1500 deceduto) (per la seconda volta)
- Gilberto Martí, O.S.H. † (25 aprile 1500 - 12 gennaio 1530 deceduto)
- Gaspar Jofre de Borje † (2 settembre 1530 - 18 febbraio 1556 deceduto)
- Juan de Muñatones, O.S.A. † (12 giugno 1556 - 15 aprile 1571 deceduto)
- Francisco Soto Salazar † (27 agosto 1571 - 15 febbraio 1576 nominato vescovo di Salamanca)
- Francisco Sancho y Allepuz † (21 giugno 1577 - 23 giugno 1578 deceduto)
- Gil Ruiz de Lihori, C.R.S.A. † (27 aprile 1579 - 16 agosto 1582 deceduto)
- Martín de Salvatierra † (23 marzo 1583 - 15 maggio 1591 nominato vescovo di Ciudad Rodrigo)
- Juan Bautista Pérez Rubert † (20 novembre 1591 - 8 novembre 1597 deceduto)
- Feliciano Figueroa † (1º febbraio 1599 - 25 luglio 1609 deceduto)
- Pedro Ginés Casanova † (1º febbraio 1610 - 27 marzo 1635 deceduto)
- Juan Bautista Pellicer † (18 febbraio 1636 - 22 dicembre 1638 deceduto)
- Diego Serrano Sotomayor, O. de M. † (30 maggio 1639 - 29 aprile 1652 nominato vescovo di Guadix)
- Francisco Gabaldá, O.S.H. † (14 ottobre 1652 - 19 maggio 1660 deceduto)
- Anastasio Vives de Rocamora, O.Carm. † (20 maggio 1661 - luglio 1672 dimesso)
- José Sanchis y Ferrandis, O. de M. † (17 luglio 1673 - 27 novembre 1679 nominato arcivescovo di Tarragona)
- Crisóstomo Royo de Castellví † (22 gennaio 1680 - 3 luglio 1691 deceduto)
- Antonio Ferrer y Mila † (19 dicembre 1691 - 29 ottobre 1707 deceduto)
- Rodrigo Marín Rubio † (24 settembre 1708 - 28 maggio 1714 nominato vescovo di Jaén)
- Diego Muñoz Baquerizo † (9 luglio 1714 - 21 novembre 1730 deceduto)
- Francisco Cepeda Guerrero † (19 novembre 1731 - 24 settembre 1748 deceduto)
- Francisco Cuartero Lumbreras † (20 gennaio 1749 - 20 febbraio 1751 deceduto)
- Pedro Fernández Velarde † (5 luglio 1751 - 9 ottobre 1757 deceduto)
- Blas Roldán, O.S.H. † (13 marzo 1758 - 6 aprile 1770 deceduto)
- Alonso Cano Nieto, O.SS.T. † (10 settembre 1770 - 7 aprile 1780 deceduto)
- Lorenzo Lay Anzano, O.P. † (11 dicembre 1780 - 14 luglio 1781 deceduto)
  - Sede vacante (1781-1783)
- Lorenzo Gómez Haedo † (15 dicembre 1783 - 1º novembre 1809 deceduto)
  - Sede vacante (1809-1814)
- Lorenzo Algüero Ribera, O.S.M. † (19 dicembre 1814 - 30 marzo 1816 deceduto)
- Francisco Antonio La Dueña Cisneros † (23 settembre 1816 - 8 novembre 1821 deceduto)
  - Sede vacante (1821-1825)
- Julián Sanz Palanco † (27 gennaio 1825 - 1º aprile 1837 deceduto)
  - Sede vacante (1837-1847)
- Domingo Canubio Alberto, O.P. † (17 dicembre 1847 - 5 dicembre 1864 deceduto)
- Joaquín Hernández Herrero † (25 settembre 1865 - 19 febbraio 1868 deceduto)
- José Luis Montagut Rubio † (22 giugno 1868 - 9 dicembre 1875 deceduto)
- Mariano Miguel Gómez Alguacil y Fernández † (3 aprile 1876 - 16 dicembre 1880 nominato vescovo di Vitoria)
- Francisco de Asís Aguilar y Serrat † (16 dicembre 1880 - 16 dicembre 1899 deceduto)
- Manuel María Cerero y Soler † (19 aprile 1900 - 27 settembre 1907 deceduto)
- Antonio María Massanet y Verd † (19 dicembre 1907 - 16 ottobre 1911 deceduto)
- Luis José María Amigó y Ferrer, O.F.M.Cap. † (18 luglio 1913 - 1º ottobre 1934 deceduto)
- Miguel de los Santos Serra y Sucarrats † (16 gennaio 1936 - 9 agosto 1936 deceduto)
  - Sede vacante (1936-1944)
- Ramón Sanahuja y Marcé † (10 agosto 1944 - 13 maggio 1950 nominato vescovo di Cartagena)
- José Pont y Gol † (1º agosto 1951 - 23 novembre 1970 nominato arcivescovo di Tarragona)
- José María Cases Deordal † (16 dicembre 1971 - 22 febbraio 1996 ritirato)
- Juan Antonio Reig Pla (22 febbraio 1996 - 24 settembre 2005 nominato vescovo di Cartagena)
- Casimiro López Llorente, dal 25 aprile 2006

## Statistiche
La diocesi nel 2022 su una popolazione di 498.497 persone contava 428.707 battezzati, corrispondenti all'86,0% del totale.
| anno | popolazione | popolazione | popolazione | presbiteri | presbiteri | presbiteri | presbiteri                | diaconi | religiosi | religiosi | parrocchie |
| anno | battezzati  | totale      | %           | numero     | secolari   | regolari   | battezzati per presbitero | diaconi | uomini    | donne     | parrocchie |
| ---- | ----------- | ----------- | ----------- | ---------- | ---------- | ---------- | ------------------------- | ------- | --------- | --------- | ---------- |
| 1950 | 80.000      | 80.020      | 100,0       | 97         | 56         | 41         | 824                       |         | 4         | 68        | 69         |
| 1970 | 310.189     | 310.430     | 99,9        | 267        | 193        | 74         | 1.161                     |         | 122       | 640       | 148        |
| 1980 | 363.446     | 364.308     | 99,8        | 243        | 180        | 63         | 1.495                     |         | 104       | 574       | 148        |
| 1990 | 382.094     | 383.474     | 99,6        | 229        | 163        | 66         | 1.668                     | 3       | 106       | 534       | 148        |
| 1999 | 386.815     | 388.238     | 99,6        | 220        | 159        | 61         | 1.758                     | 3       | 76        | 402       | 148        |
| 2000 | 395.306     | 396.757     | 99,6        | 235        | 159        | 76         | 1.682                     | 4       | 102       | 457       | 128        |
| 2001 | 395.306     | 396.757     | 99,6        | 238        | 162        | 76         | 1.660                     | 4       | 102       | 450       | 127        |
| 2002 | 398.566     | 401.377     | 99,3        | 248        | 173        | 75         | 1.607                     | 4       | 89        | 470       | 148        |
| 2003 | 402.965     | 412.990     | 97,6        | 240        | 156        | 84         | 1.679                     | 4       | 91        | 422       | 148        |
| 2004 | 420.301     | 440.746     | 95,4        | 245        | 169        | 76         | 1.715                     | 4       | 88        | 430       | 146        |
| 2010 | 434.100     | 510.725     | 85,0        | 222        | 197        | 25         | 1.955                     | 3       | 36        | 385       | 147        |
| 2014 | 438.000     | 513.500     | 85,3        | 194        | 180        | 14         | 2.257                     | 3       | 22        | 363       | 146        |
| 2017 | 389.400     | 494.325     | 78,8        | 206        | 186        | 20         | 1.890                     | 3       | 30        | 331       | 146        |
| 2020 | 422.215     | 492.253     | 85,8        | 205        | 190        | 15         | 2.059                     | 3       | 20        | 277       | 146        |
| 2022 | 428.707     | 498.497     | 86,0        | 199        | 163        | 36         | 2.154                     | 11      | 41        | 254       | 146        |